# Meteorium
Meteorium là một chi rêu trong họ Meteoriaceae.